# فیلیس نیگی
فیلیس نیگی (انگلیسی: Phyllis Nagy؛ زادهٔ ۷ نوامبر ۱۹۶۲) کارگردان تئاتر و سینما، فیلمنامه‌نویس و نمایشنامه نویس آمریکایی است. در سال ۲۰۰۶، نیگی برای نویسندگی و کارگردانی خانم هریس (۲۰۰۵) نامزد دریافت جوایز امی ساعات پربیننده تایم شد که نخستین فیلم او در سینما بود. در سال ۲۰۱۶، او نامزد دریافت جایزه اسکار بهترین فیلم‌نامه اقتباسی برای فیلم کارول (۲۰۱۵) شد. او در سال ۲۰۲۲ فیلم به جین زنگ‌بزن را کارگردانی کرد.